# اکتوپراک، گالباشی
اکتوپراک، گالباشی (به لاتین: Aktoprak, Gölbaşı) یک منطقهٔ مسکونی در ترکیه است که در استان آدیامان واقع شده‌است.